# Akihito (gènere)
Akihito és un gènere de peixos de la família dels gòbids i de l'ordre dels perciformes.

## Taxonomia
- Akihito futuna (Keith, Marquet & Watson, 2008)[3]
- Akihito vanuatu (Watson, Keith & Marquet, 2007)[1][4][5][6][7]